# Chet Holmgren
Chet Holmgren (Minneapolis, 1 mei 2002) is een Amerikaans basketballer die sinds 2022 onder contract staat bij de Oklahoma City Thunder in de NBA.

## Carrière
Holmgren speelde collegebasketbal voor de Gonzaga Bulldogs gedurende het seizoen van 2021/22. In 2022 werd hij als tweede gekozen in de NBA draft door de Oklahoma City Thunder. Op 5 juli 2022 tekende Holmgren een rookie-contract bij de Oklahoma City Thunder. Hij speelde voor hen in de NBA Summer League maar geraakte geblesseerd aan de voet en miste hierdoor het hele seizoen 2022/23. Hij speelde in de zomer van 2023 opnieuw in de NBA Summer League. Hij maakte zijn debuut in de NBA op 25 oktober 2023 tegen de Chicago Bulls. Holmgren speelde in het seizoen 2023/24 alle 82 wedstrijden als starter en was hierbij goed voor een gemiddelde van 16,5 punten, 7,9 rebounds en 2,4 assists per wedstrijd. Naast Victor Wembanyama was Holmgren de grote kanshebber op de NBA Rookie of the Year. Holmgren moest echter de duimen leggen voor Wembanyama. Anderzijds werd Holmgren wel opgenomen in het NBA All-Rookie First Team. In de playoffs liet Holmgren in de tweede wedstrijd tegen de New Orleans Pelicans 26 punten en 7 rebounds optekenen. Hiermee was hij de eerste rookie in de geschiedenis van de Thunder die meer dan 25 punten en 5 rebounds liet optekenen tijdens éénzelfde playoffwedstrijd. Tijdens het seizoen 2024/25 liep Holmgren op 10 november 2024 een blessure op waardoor hij afwezig was tot 7 februari 2025. Oklahoma sloot het reguliere seizoen af als beste ploeg met 68 overwinningen. In de playoffs was Holmgren met Oklahoma achtereenvolgens te sterk voor de Memphis Grizzlies en de Denver Nuggets. In de finale van de Western conference was Oklahoma met 4-1 te sterk voor de Minnesota Timberwolves zodat Holmgren met Oklahoma in de NBA Finale mocht spelen tegen de Indiana Pacers. In deze NBA Finale was Oklahoma in 7 wedstrijden de betere van Indiana, zodat Holmgren een eerste NBA-titel op zijn palmares mocht bijschrijven.
Op 13 juli 2025 tekende Holmgren een nieuw langdurig contract bij de Oklahoma City Thunder.

## Erelijst
- NBA All-Rookie First Team: 2024
- NBA-kampioen: 2025

## Statistieken
| Legenda | Legenda                | Legenda | Legenda                 | Legenda | Legenda               |
| ------- | ---------------------- | ------- | ----------------------- | ------- | --------------------- |
| WG      | Wedstrijden gespeeld   | WS      | Wedstrijden als starter | MPW     | Minuten per wedstrijd |
| FG%     | Fieldgoal-percentage   | 3P%     | Drie-punterpercentage   | VW%     | Vrije-worppercentage  |
| RPW     | Rebounds per wedstrijd | APW     | Assists per wedstrijd   | SPW     | Steals per wedstrijd  |
| BPW     | Blocks per wedstrijd   | PPW     | Punten per wedstrijd    | Vet     | Hoogste in carrière   |

### Regulier seizoen
| Seizoen  | Team                  | WG  | WS  | MPW  | 2P%  | 3P%  | FW%  | RPW | APW | SPW | BPW | PPW  |
| -------- | --------------------- | --- | --- | ---- | ---- | ---- | ---- | --- | --- | --- | --- | ---- |
| 2023/24  | Oklahoma City Thunder | 82  | 82  | 29,4 | 53,0 | 37,0 | 79,3 | 7,9 | 2,4 | 0,6 | 2,3 | 16,5 |
| 2024/25  | Oklahoma City Thunder | 32  | 32  | 27,4 | 49,0 | 37,5 | 75,4 | 8,0 | 2,0 | 0,7 | 2,2 | 15,0 |
| Carrière | Carrière              | 114 | 114 | 28,9 | 51,9 | 37,2 | 78,0 | 7,9 | 2,3 | 0,7 | 2,3 | 16,1 |

### Playoffs
| Seizoen  | Team                  | WG | WS | MPW  | 2P%  | 3P%  | FW%  | RPW | APW | SPW | BPW | PPW  |
| -------- | --------------------- | -- | -- | ---- | ---- | ---- | ---- | --- | --- | --- | --- | ---- |
| 2023/24  | Oklahoma City Thunder | 10 | 10 | 34,5 | 49,6 | 26,0 | 75,8 | 7,2 | 2,1 | 0,7 | 2,5 | 15,6 |
| 2024/25  | Oklahoma City Thunder | 23 | 23 | 29,8 | 46,2 | 29,7 | 78,4 | 8,7 | 1,0 | 0,7 | 1,9 | 15,2 |
| Carrière | Carrière              | 33 | 33 | 31,2 | 47,3 | 28,4 | 77,7 | 8,2 | 1,3 | 0,7 | 2,1 | 15,3 |

2 Gilgeous-Alexander · 
3 Jones · 
5 Dort · 
6 Jay. Williams · 
7 Holmgren · 
8 Jal. Williams · 
9 Caruso · 
11 Joe · 
13 Dieng · 
14 Flagler · 
15 Carlson · 
21 Wiggins · 
22 Wallace · 
25 Mitchell · 
34 K. Williams · 
55 Hartenstein · 
88 Ducas · 
Coach Daigneault